# 汪承灏
汪承灏（1938年1月10日—2025年5月29日），生于江苏省南京市，中国物理学家，中国科学院声学研究所研究员。1958年毕业于北京大学物理系。2001年当选为中国科学院院士。